# Сьвентомаж
Сьвентомаж (пол. Świętomarz) — село в Польщі, у гміні Павлув Стараховицького повіту Свентокшиського воєводства.
Населення — 110 осіб (2011).

## Демографія
Демографічна структура на день 31 березня 2011 року:
|          | Загалом | Допрацездатний вік | Працездатний вік | Постпрацездатний вік |
| -------- | ------- | ------------------ | ---------------- | -------------------- |
| Чоловіки | 56      | 12                 | 33               | 11                   |
| Жінки    | 54      | 11                 | 24               | 19                   |
| Разом    | 110     | 23                 | 57               | 30                   |